# Sergio Salgado
Sergio Salgado Cofré (né le 2 août 1958 à Chillán au Chili) est un joueur international de football chilien.

## Biographie
Jouant au poste d'attaquant, Salgado, surnommé El Negro Salgado ou encore El Champa Salgado, évolue durant la majeure partie de sa carrière dans le club de Cobresal, avec qui il est le meilleur buteur du championnat chilien en 1986 ainsi que de la D2 chilienne (Segunda División) en 1981, 1993, 1995 et 1996. Il est champion de D2 en 1983 puis en 1987 (il joue notamment dans le club aux côtés de Rubén Martínez et d'Iván Zamorano) avant de rejoindre Colo-Colo.
Dans le club de Colo-Colo, il remporte le championnat en 1989 et 1990 ainsi que la Copa Libertadores de América en 1991, compétition au cours de laquelle il inscrit un but contre le Barcelona de Ecuador. 
En 1991, il rejoint le Club de Deportes Antofagasta puis en 1992, il part jouer pour l'Universidad de Chile, avant de retourner pour une saison à Cobresal. Il met un terme à sa carrière en 1997 avec le Deportes Arica, en Primera B.

## Palmarès

### Titres
| Année | Titre                                   | Club      |
| ----- | --------------------------------------- | --------- |
| 1983  | Segunda División                        | Cobresal  |
| 1987  | Torneo de Apertura                      | Cobresal  |
| 1989  | Torneo de Apertura (Copa Digeder)       | Colo Colo |
| 1989  | Campeonato Nacional de Primera División | Colo Colo |
| 1990  | Torneo de Apertura                      | Colo Colo |
| 1990  | Campeonato Nacional de Primera División | Colo Colo |
| 1991  | Copa Libertadores de América            | Colo Colo |
| 1993  | Ascenso a Primera División              | Cobresal  |

### Individuel
| Distinction                                                | Année |
| ---------------------------------------------------------- | ----- |
| Goleador (meilleur buteur) de la Primera División de Chile | 1986  |
| Mejor Deportista - Fútbol Profesional                      | 1995  |